# Bacillus anthracis

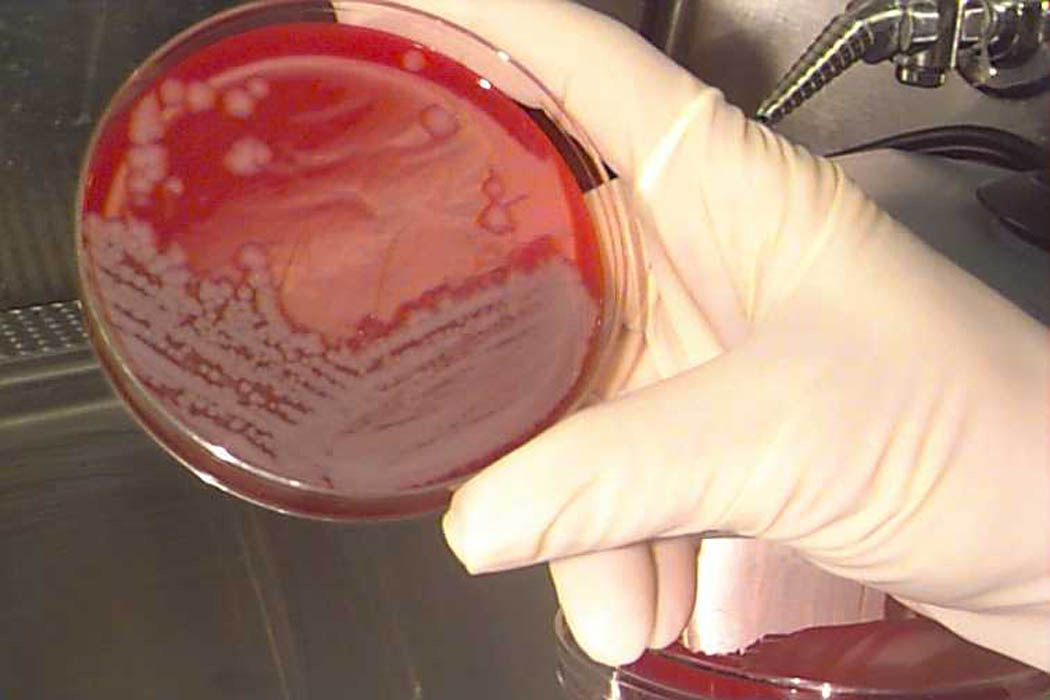
B. anthracis auf Blutagar unter einer Sicherheitswerkbank im USAMRIID

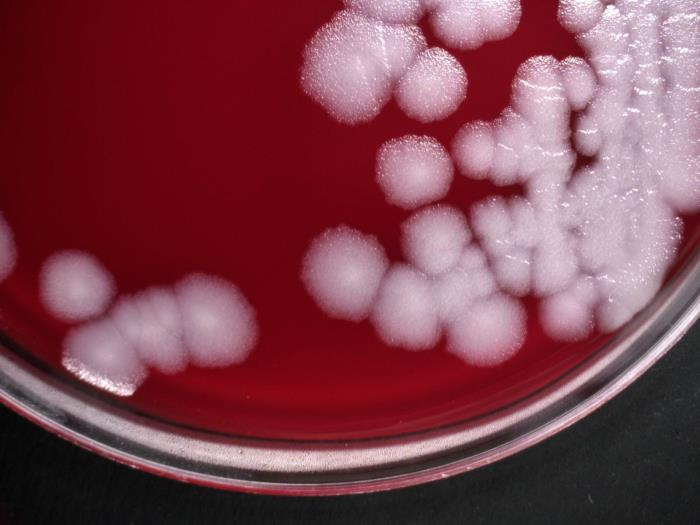
Koloniemorphologie auf Schafsblutagar

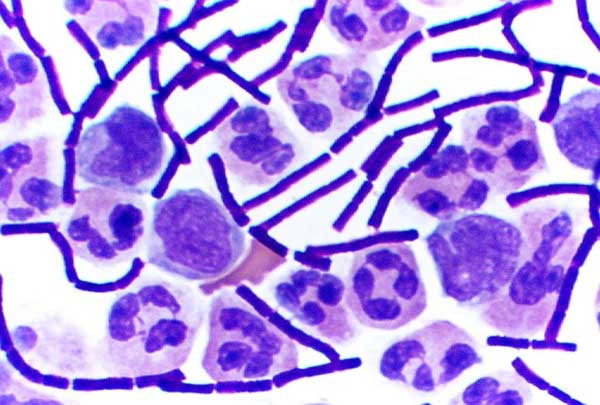
Gramfärbung von B. anthracis Zellen in Zerebrospinalflüssigkeit

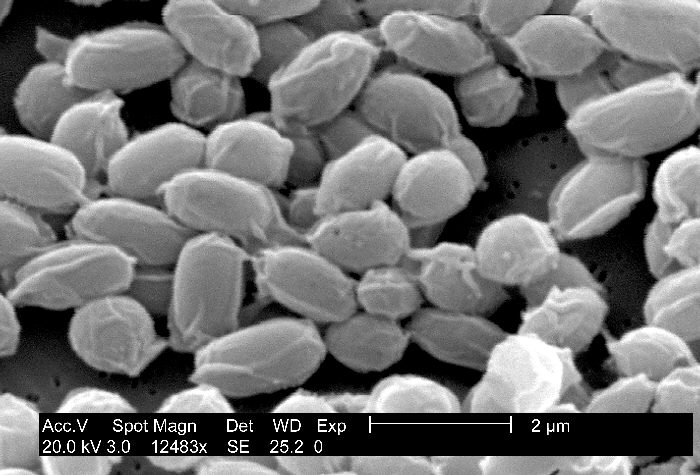
Sporen von Bacillus anthracis unter einem Rasterelektronenmikroskop

 Bacillus anthracis  (zu lateinisch Bacillus, und zu anthracis, von griechisch ἄνθραξ, anthrax, „Kohle“) ist der Erreger des Milzbrandes. Das Bakterium gehört in die Gruppe der grampositiven Bakterien und bildet dort gemeinsam mit anderen Bakterien die Familie der Bacillaceae.

## Morphologie

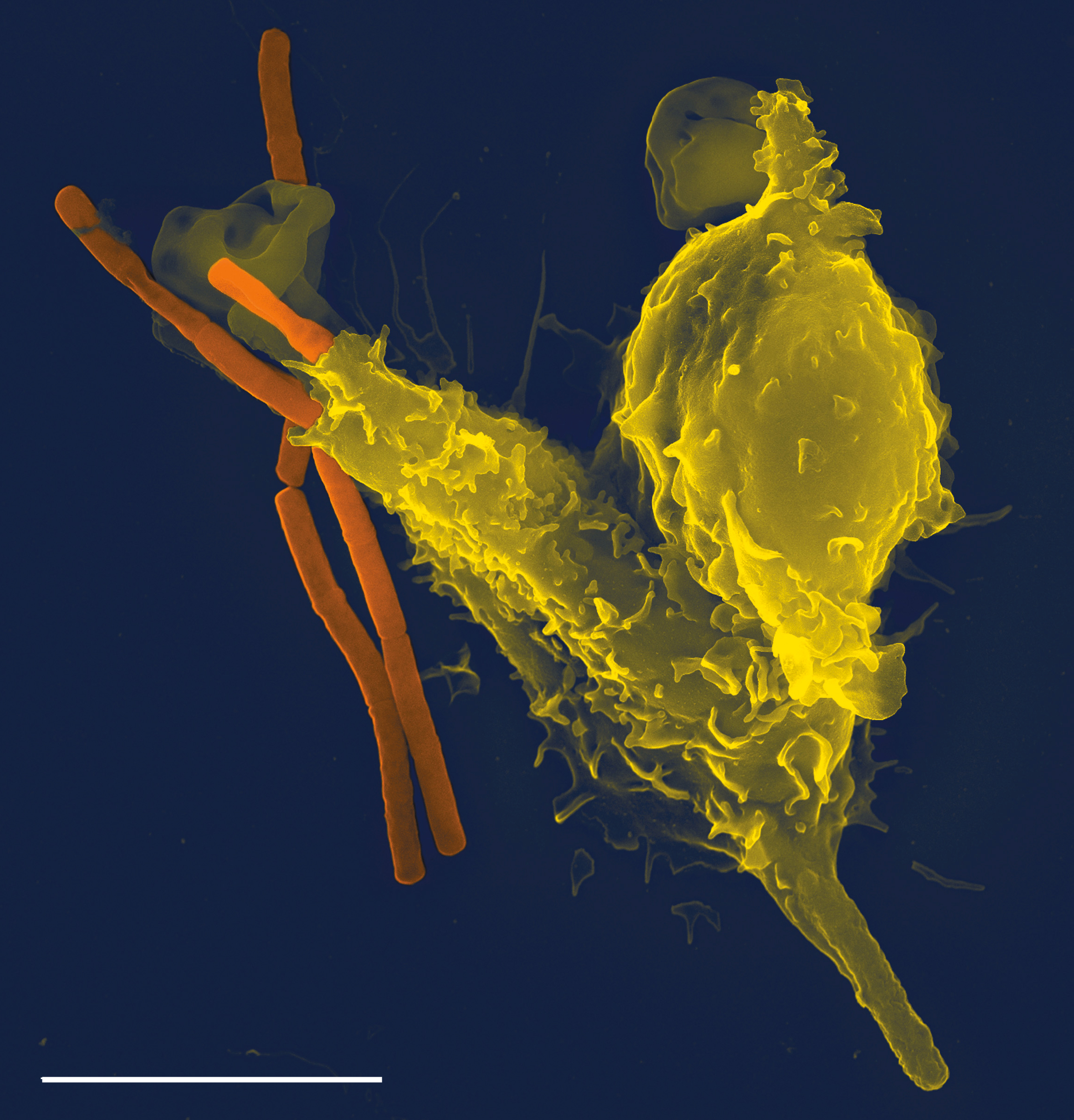
Ketten von Bacillus anthracis (hier orange) werden von einem neutrophilen Granulozyten (gelb) aufgenommen (REM-Aufnahme, der weiße Strich ist 5 µm lang)

Das Milzbrandbakterium ist ein relativ großes (1 × 4 Mikrometer), aerobes und fakultativ anaerobes, unbewegliches Stäbchenbakterium, welches vor allem durch Endosporen übertragen wird. Die Sporen selbst bilden sich in der leicht verjüngten Mitte des Stäbchens, die Bakterien schließen sich typischerweise zu Ketten oder Fäden zusammen, die als bambusartig imponieren. In vivo (im Körper) bildet das Bakterium eine Kapsel aus Polyglutamyl aus, die es vor Phagozytose durch das Mononukleäre Phagozytierende System (MPS) schützt. In der Kultur auf Blutagar fehlt diese Kapsel meist.
Bacillus anthracis besitzt mit 83 % einen hohen Anteil verzweigter Fettsäureketten.

## Übertragung
Die Bakterien überdauern in Sporenform auch jahrzehntelang im Boden. Werden sie von pflanzenfressenden Säugetieren, etwa Rindern, Schafen und Schweinen beim Fressen aufgenommen, beginnen sie sich im Tier zu vermehren, töten das Tier und vermehren sich im Kadaver weiter, um, wenn die Vermehrungssituation ungünstig wird, schließlich wieder ins Sporenstadium überzugehen. Daher dürfen an Milzbrand verendete Tiere nicht vergraben, sondern müssen verbrannt werden. Die Sporen können auch im Fell oder auf der Haut der Tiere lange überleben. Epidemien der Krankheit stehen dabei häufig in direktem Zusammenhang mit der Tierhaltung oder der Verarbeitung von Tierprodukten. Kürschner, Gerber, Melker und Tierärzte sind besonders gefährdete Berufsgruppen. Es ist eine anerkannte Berufskrankheit bei Landwirten, Metzgern und Tierärzten. Eine Übertragung von Mensch zu Mensch kommt in der Regel nicht vor.

## Pathogenese
Die pathogenen Eigenschaften des Bakteriums lassen sich auf zwei Plasmide zurückführen. Das Erste (pXO1) codiert unter anderem für die Untereinheiten des Milzbrandtoxins und das Zweite (pXO2) ist für die Polyglutamat-Kapselbildung verantwortlich. Durch das Fehlen eines der Plasmide reguliert sich der Krankheitsverlauf.

## Klinik
- Lungenmilzbrand:  nach Einatmung sporenhaltiger Stäube oder Aerosole entsteht binnen weniger Tage eine Bronchopneumonie mit hohem Fieber, blutigem Husten und Hypoxie; nach 2–3 Tagen letal.
- Hautmilzbrand:  nach direktem Kontakt der Haut mit erregerhaltigem Material entsteht eine Papel und im Weiteren ein Ulcus mit schwarzem Schorf.
- Darmmilzbrand:  entsteht nach Verzehr von ungegartem Fleisch infizierter Tiere (sehr selten).
- Milzbrandsepsis:  meist letale Komplikation der verschiedenen klinischen Erscheinungsbilder des Milzbrandes bei Disseminierung über die Blutbahn.

## Geschichte
Entdeckt wurde Bacillus anthracis im Jahre 1849 von Aloys Pollender, der Milzbrandstäbchen erstmals im Blut von an Milzbrand erkrankten Tieren sah. Nachdem Ferdinand Julius Cohn 1874 nur vermuten konnte, Bakterien würden Milzbrand auslösen, gelang es Robert Koch bereits zwei Jahre später, den Erreger erstmals in Kultur (als erste Bazillenreinkultur) zu vermehren und dessen Rolle bei der Übertragung und Entstehung der Krankheit sowie die Sporen der Milzbrandbazillen nachzuweisen. 1881 schließlich entwickelte Louis Pasteur einen ersten Impfstoff gegen die Seuche, den er mit Erfolg in einem Großversuch an Schafen testete. Im Jahr 2002 wurde das Genom des Bakterium vollständig sequenziert.
Während des Zweiten Weltkrieges wurden von den Briten im Rahmen der Operation Vegetarian testweise mit Bacillus anthracis gefüllte Bomben auf der Insel Gruinard Island abgeworfen. Die Aerosole verbreiteten die Sporen und die Versuchstiere verstarben daraufhin an Milzbrand. Die Insel war noch Jahrzehnte später verseucht und musste aufwendig dekontaminiert werden.
Obwohl Russland Unterzeichner und Mitbegründer der Biowaffenkonvention war, betrieb die damalige Sowjetunion ein Programm zur B-Waffenforschung. 1979 starben etwa Hundert Menschen beim Milzbrand-Unfall in Swerdlowsk, nachdem versehentlich waffenfähiges Sporenpulver freigesetzt wurde. Der Unfall wurde vertuscht und auch zivilen Einrichtungen zum Bevölkerungsschutz nicht informiert. Pathologen konnten zeigen, dass es sich um keine natürliche Erreger handelte, so dass die versehentliche Freisetzung nicht mehr geleugnet werden konnte. Erst im Jahr 1992 gab es eine offizielle Stellungnahme des damaligen russischen Präsidenten Boris Jelzin und ein Versprechen alle aktiven Biowaffenprogramme stillzulegen.

## Bioterrorismus
Seit Ende der 1990er Jahre häufen sich Presseberichte über einen möglichen Einsatz von Milzbrandsporen als biologische Waffe im Rahmen des internationalen Terrorismus. So starben 2001 während einer Anschlagsserie in den USA fünf Menschen infolge Kontaktes mit in Briefen verschickten Milzbrandsporen. Für eine Ansteckung bedarf es allerdings einer recht großen Menge von Sporen und eine Erkrankung lässt sich zumeist erfolgreich durch Gabe von Penicillin therapieren. Als potentiell ernstzunehmende Bedrohung wird die – wie bei allen Krankheitserregern – theoretisch vorhandene Möglichkeit, den Erreger gentechnisch zu modifizieren und dadurch eventuell gefährlicher zu machen, diskutiert.

## Analytik
Das Robert Koch-Institut stellt eine frei verfügbare Datenbank samt Auswertesoftware auf Matlab-Basis bereit und erlaubt so Benutzern von MALDI-TOF Geräten wie etwa Medizinischen Versorgungszentren ein Screening von Patientenmaterial. Für die Bestätigungsanalytik in Laboren mit entsprechender biologischer Schutzstufe ist weiterhin die Polymerase-Kettenreaktion notwendig.

## Meldepflicht
In Deutschland ist der direkte oder indirekte Nachweis namentlich meldepflichtig nach § 7 des Infektionsschutzgesetzes, soweit der Nachweis auf eine akute Infektion hinweist. Die Meldepflicht betrifft in erster Linie die Leitungen von Laboren (§ 8 IfSG).
In der Schweiz ist der positive und negative laboranalytische Befund meldepflichtig für Laboratorien und zwar nach dem Epidemiengesetz (EpG) in Verbindung mit der Epidemienverordnung und Anhang 3 der Verordnung des EDI über die Meldung von Beobachtungen übertragbarer Krankheiten des Menschen.